# Bailando en las veredas
«Bailando en las veredas» es una canción compuesta por el cantante y compositor argentino Raúl Porchetto. Es el tercer tema del álbum de estudio Noche y día editado en el año 1986. Esta canción marcó un nuevo aire en la carrera artística del músico. En ella, Porchetto invita salir a bailar y a sonreír a su público acostumbrado siempre a las típicas canciones de protestas  que el cantante siempre ofrecía en sus conciertos. La canción fue incluida en la campaña de difusión Rock en tu idioma, impulsada y producida por la disquera BMG Ariola en 1986 para dar a conocer y distribuir bandas de rock mexicano y argentino y que después se le unirían otros sellos discográficos. Con la salida del disco; Bailando en las veredas sería el último éxito masivo de Porchetto y se debe en gran medida a la publicidad de cigarrillos Jockey protagonizada por la modelo Susana Romero.